# Дэнджер
Дэнджер — сухая карстовая пещера близ городка Уэндовер на западе штата Юта. Один из наиболее значительных археологических памятников Соединённых Штатов Америки. Национальный исторический памятник США с 1961 года.
Впервые пещера Дэнджер была исследована в 1930-х годах Элмером Смитом; первые же научные раскопки были организованы в 1949—1953 годах археологом из Университета Юты Дж. Д. Дженнингсом. Чрезвычайно сухой климат пещеры создал идеальные условия для сохранения четырёхметровых культурных отложений, состоящих из пяти пластов, разделённых слоями помёта летучих мышей. Согласно данным радиоуглеродного анализа, пещера использовалась в качестве человеческого поселения в период от 11 до 1,5 тысяч лет тому назад, при этом наиболее интересная часть археологических находок относится приблизительно к 7 тысячелетию до нашей эры.
Помимо нерукотворных артефактов, таких как надкрылья насекомых и человеческие копролиты, были обнаружены лоскуты кожи и ткани, верёвки, фрагменты плетёных корзин и циновок, костяные и деревянные ножи и жернова. Найдено большое количество (более трёх тысяч) каменных орудий и их обломков (скребки, треугольные наконечники копий, зернотёрки, точильные камни). В ходе раскопок были выявлены идентифицируемые фрагменты 68 видов растений, которые и поныне произрастают в радиусе двадцати километров от пещеры, а также кости разнообразных животных (дикий баран, антилопа, бизон). В верхнем культурном слое встречаются предметы индейской культуры — луки и стрелы, ланцетовидные наконечники копий, мокасины, керамика.
На основе данных, собранных в пещере Дэнджер, профессор Дженнингс впервые описал ранее малоизвестную археологическую культуру пустыни Большого Бассейна. По его выводам, социальные единицы этой локальной культуры насчитывали не более 25-30 человек. Сосредоточенные на выживании, люди не строили постоянные сооружения, не разрабатывали сложных ритуалов, не накапливали собственность. Культура пустыни Большого Бассейна сохранялась на протяжении тысяч лет и, в конечном итоге, стала основой для других ранних культур Юты, таких как Фремонтская.